# Anderson Schutte
Anderson Friedrich Schutte (Curitiba, 25 de julio de 1975) es un exjugador de baloncesto profesional de nacionalidad brasileña y pasaporte alemán. Con 1,96 metros de altura ocupa la posición de escolta.

## Clubes
- 1997-98 Liga de Brasil. Tilibra Bauru-Sao Paulo.
- 1998-01 ACB. Caja San Fernando.
- 2002 ACB. Cáceres Club Baloncesto.
- 2002-03 LEB. Melilla Baloncesto.
- 2003-05 LEB. CB Tarragona.
- 2005-06 LEB. CB Los Barrios.
- 2006-08 LEB. UB La Palma.
- 2008-09 LEB. Cantabria Lobos.
- 2009-10 CB Jovent d'Alaior
- 2010- 2011 CB Ciudad De Dos Hermanas